# Historia architektury Trzebiatowa

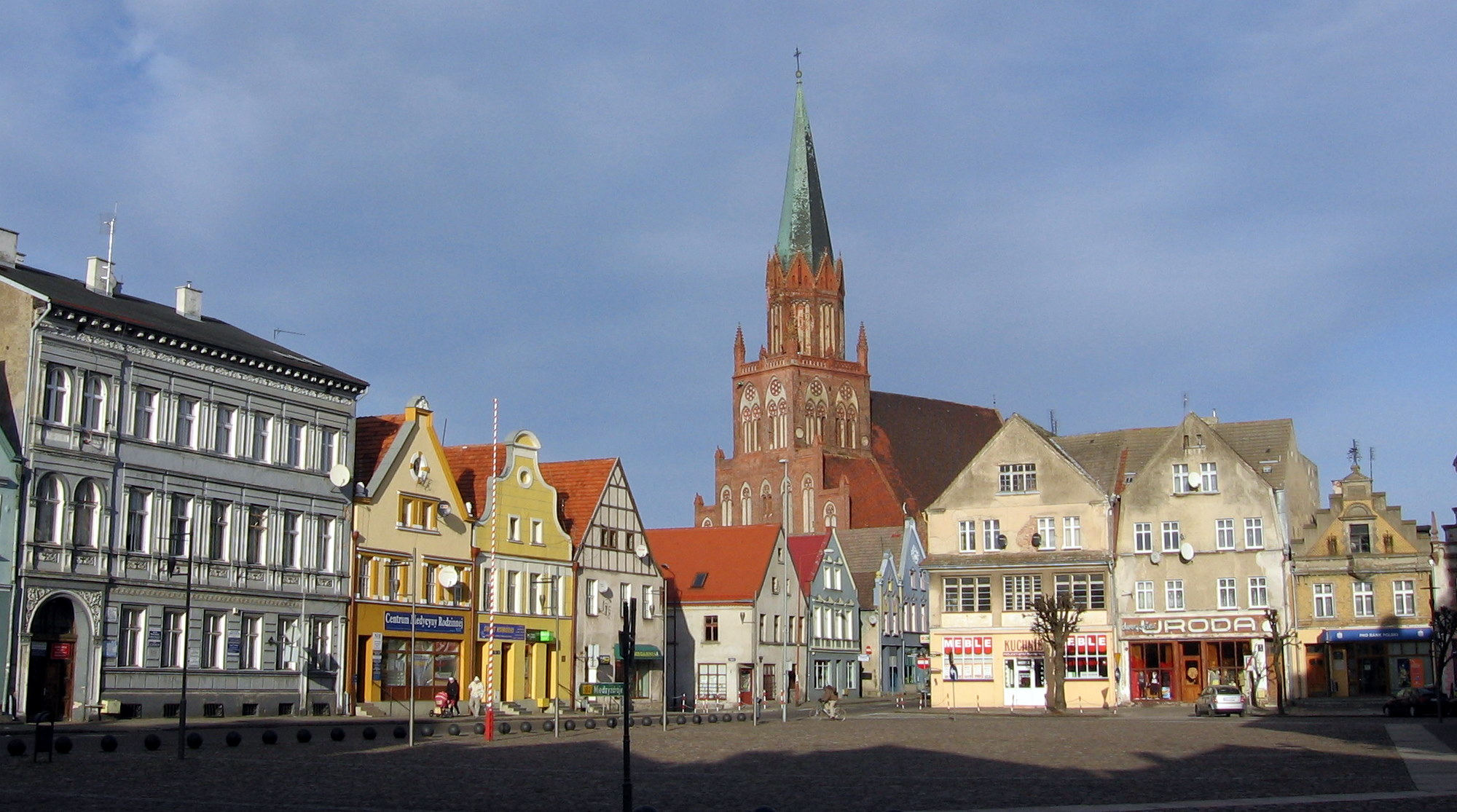
Północna część rynku w Trzebiatowie

Architektura Trzebiatowa. W kompozycji układu przestrzennego i architektonicznego miasta dominują formy historyczne, stanowiące świadectwo historii i rozwoju urbanistycznego miasta od średniowiecza po początek XX wieku. Miasto Trzebiatów, w obrębie murów obronnych zachowało ponad 50% historycznej zabudowy. Znaleźć tu można elementy architektury z okresu gotyku, renesansu, baroku, klasycyzmu i modernizmu.

## Od średniowiecza do renesansu

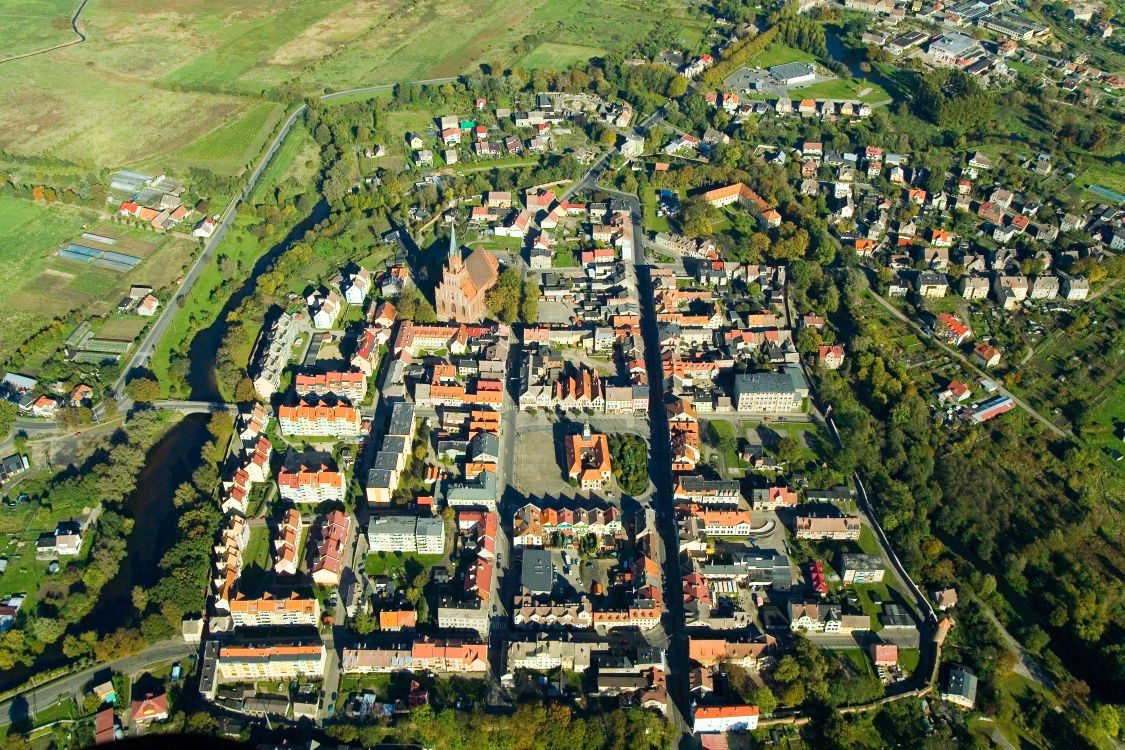
Układ szachownicowy miasta

Mieszczańska zabudowa Trzebiatowa sięga okresu nadań lokacyjnych miasta, które nastąpiły w 1277 z rąk Barnima I. W wyniku lokacji opartej na prawie lubeckim powstał regularny układ średniowiecznego miasta, z rynkiem i szachownicowym układem ulic. Wytyczony obszar miasta był podzielony na kwartały i działki. Obszar ten, w granicach średniowiecznych fortyfikacji, wynosił 35 ha. W obręb owego planu, o zarysie nieregularnego prostokąta, o zaokrąglonych narożnikach od strony wschodniej, włączono teren z siedzibą książęcą i najstarszym kościołem św. Mikołaja. Ok. 1285 budowle na grodzisku zostały przebudowane na klasztor żeński, w którym zamieszkały norbertanki z klasztoru w Wyszkowie.
W centrum miasta wytyczono rynek o wymiarach 94x104 m (drugi miejski plac, być może targowy, powstał przed terenem zamkowym – dzisiejszy Plac Zjednoczenia), natomiast budowę fary miejskiej przewidziano w kwartale położonym na północny wschód. Kolejny niewielki kwartał koło Bramy Gryfickiej, przeznaczono na kaplicę i szpital Świętego Ducha. Kwartały, w kształcie kwadratów i prostokątów, uzyskano dzięki regularnej sieci 14 ulic, które przecinają się pod kątem prostym, z niewielkimi zniekształceniami w części wschodniej. Działki budowlane rozparcelowano na powstałych 23 kwartałach.

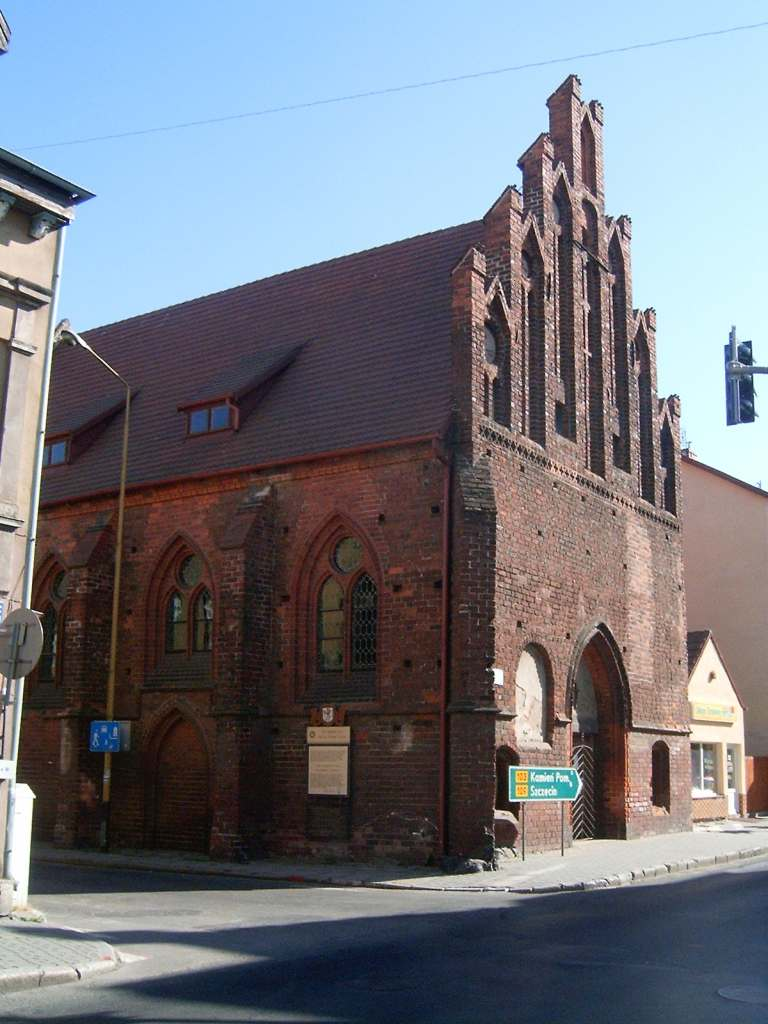
Kaplica Świętego Ducha (obecnie prawosławna)

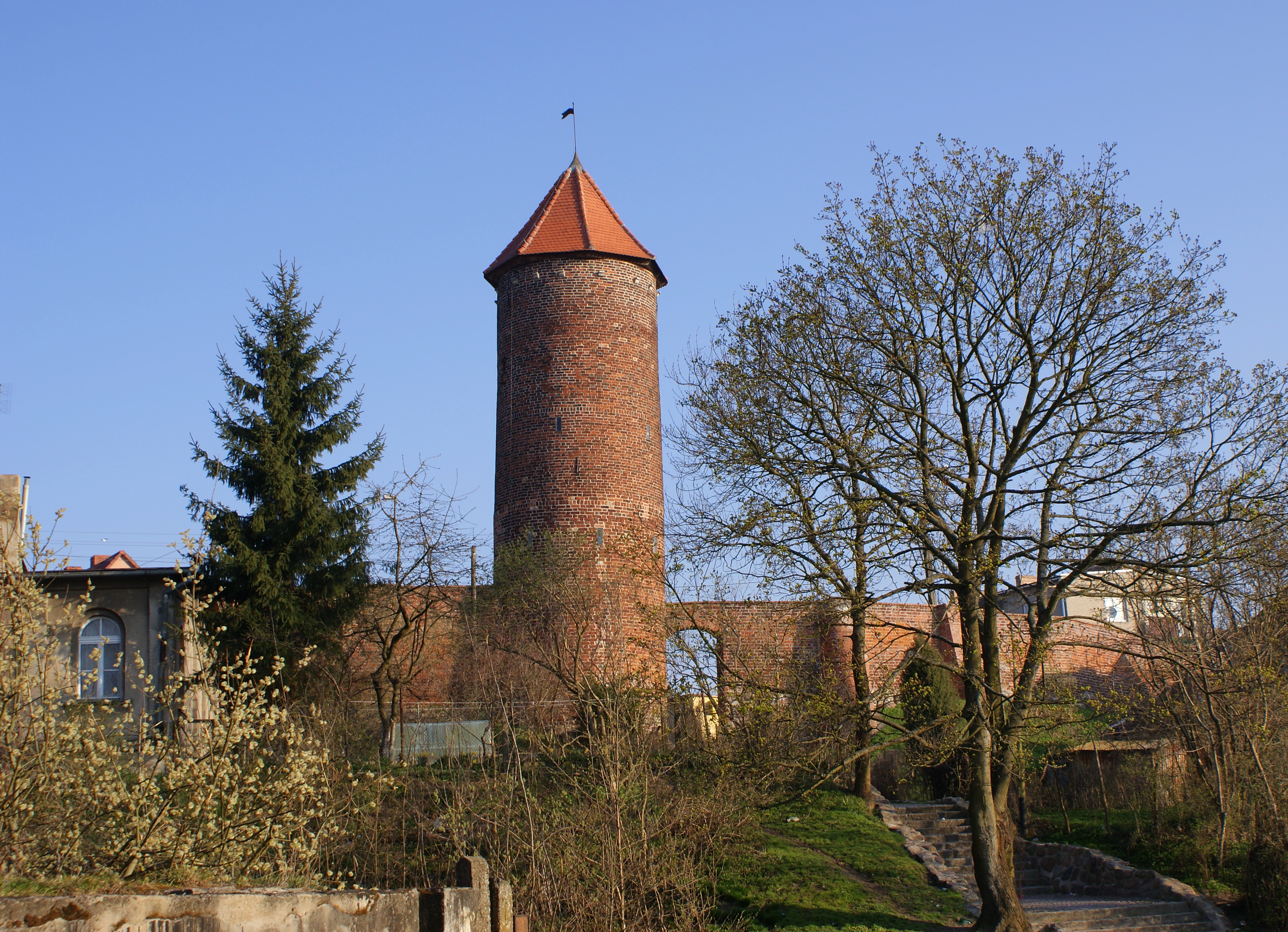
Przedmurze Baszty Kaszanej

W 1299 Trzebiatów uzyskał od Bogusława IV zezwolenie na budowę murów obronnych oraz fos (powstały one do 1337). Miasto miało cztery bramy: Kołobrzeską, usytuowaną na trakcie do Kołobrzegu, przed mostem na Kanale Młyńskim, Gryficką – na trakcie do Gryfic, Żeglarską – w kierunku północno-zachodnim i Łaziebną – na trakcie do Białoboków. W trakcie budowy murów obronnych, rozpoczęto kopanie mokrej fosy, która na odcinku południowym i wschodnim oraz południowo-zachodnim (pod Bramą Gryficką) – wzmacniała system obronny miasta. Budowę fortyfikacji miasta ukończono w 1432.
Według planu katastralnego Trzebiatowa z 1730 parcele miały wielkość wynoszącą – 9.50 × 36 m., natomiast leżące w sąsiedztwie murów obronnych były o połowę mniejsze. Do tych pierwszych mieli dostęp zamożniejsi mieszkańcy, drugie zajmowała biedota. Ogółem w okresie średniowiecza w Trzebiatowie wytyczono ok. 200 parceli. Nie wszystkie jednak były zabudowane. W początkach XIV w. miasto zamieszkiwało ok. 1500 osób.
Pierwsze domy były budowane, podobnie jak za czasów słowiańskich, z drewnianych bali lub w konstrukcji plecionkowej. Zabudowa działek sięgała okresu ok. 20–25 lat. Domy murowane prawdopodobnie powstawały dopiero pod koniec XIV w., spowodowanym bogaceniem się mieszczaństwa (szczególnie kupiectwa). Częste pożary nawiedzające miasto świadczą o drewnianej zabudowie Trzebiatowa. Pierwszy wybuchł w 1344, niszcząc młyny, klasztor i północną część miasta, drugi w 1377. Brak jest jednak danych o skutkach tego pożaru. Trzeci strawił część miasta w 1496. Pierwsze murowane domy powstawały wokół rynku (nie wszystkie domy jednak były murowane w całości). Budulcem była cegła pochodząca z miejscowej cegielni, którą w 1307 norbertanki sprzedały radzie miejskiej.
Domy w Trzebiatowie względem ulic stały szczytowo. Szczyty, z dwoma rzędami okienek strychowych, były trójkątne lub schodkowe. Parcele były zabudowane do połowy długości. Przednią część zajmowały domy mieszkalne z warsztatami i kantorami. Za domami znajdowały się oficyny, zazwyczaj sytuowane po lewej stronie podwórza. Ściany podwórzowe i oficyny były wznoszone przeważnie w konstrukcji szkieletowej. Średniowieczne domy były częściowo podpiwniczone od strony frontu, przykrywane drewnianymi stropami.

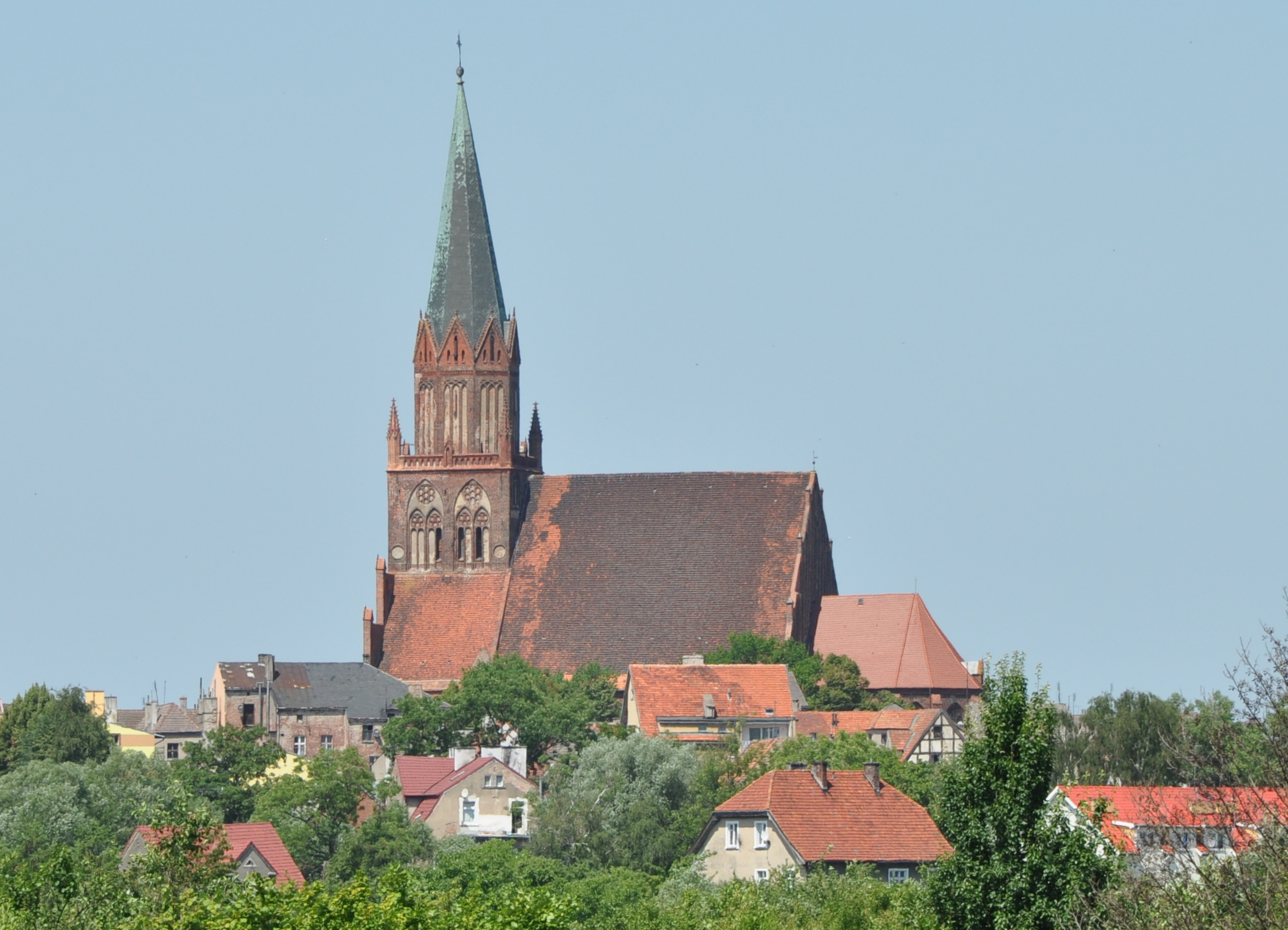
Kościół Mariacki

Powierzchnie parcel miały wymiary (dla działek rejonu nadbałtyckiego), wynoszące 8 do 9 × 25 do 27 m. Przeważnie 2/3 działki było zabudowane. Dom osiągał długość 15 m. Budynki mieszkalne były trzyosiowe, z wejściem głównym pośrodku i dwoma oknami po bokach. Przestrzeń całego domu wypełniała tzw. wysoka sień o wysokości 3–4 m zabudowana tylko niewielką izbą (w prawym narożniku). Za izbą pełniącą rolę kantoru mieściła się kuchnia, przy ścianie podwórzowej znajdowały się schody prowadzące na antresolę. W ścianie podwórzowej znajdowało się wejście na dziedziniec oraz do oficyny, gdzie miała miejsce część mieszkalna. Na kondygnacjach poddasza, w domach z wczesnego okresu rozwoju zabudowy mieściły się magazyny z towarami transportowymi.
Późnogotycką i wczesnorenesansową kompozycją, z wystrojem fasady jest dom Rynek 27, podzielony w przyziemiu portalem i dwoma szerokimi oknami. Zaakcentowane zostały tu na poziomych gzymsach, formy szczytu o wolutywnych krawędziach. Z przekazów ikonograficznych wiadomo, że bardzo ciekawy renesansowy wystrój miał dom przy ul. Rynek 7, przebudowany w 1900 i przekształcony w ostatnich latach. Gotycko-renesansowe formy odnajdujemy również w murach oficyn przy ul. Głębokiej i Kopernika. Na ceglanych murach widać podziały form płytkich blend, zakończonych łukami odcinkowymi oraz płaskich lizen dzielących gładkie powierzchnie murów.
Ważniejszymi ówcześnie budowlami w mieście były: zamek (obecny pałac), ratusz, kościół NMP, kaplica i szpital Świętego Ducha, kaplica i szpital św. Jerzego, kaplica i szpital św. Gertrudy, młyny, mennica i cegielnia.

## Od baroku do klasycyzmu

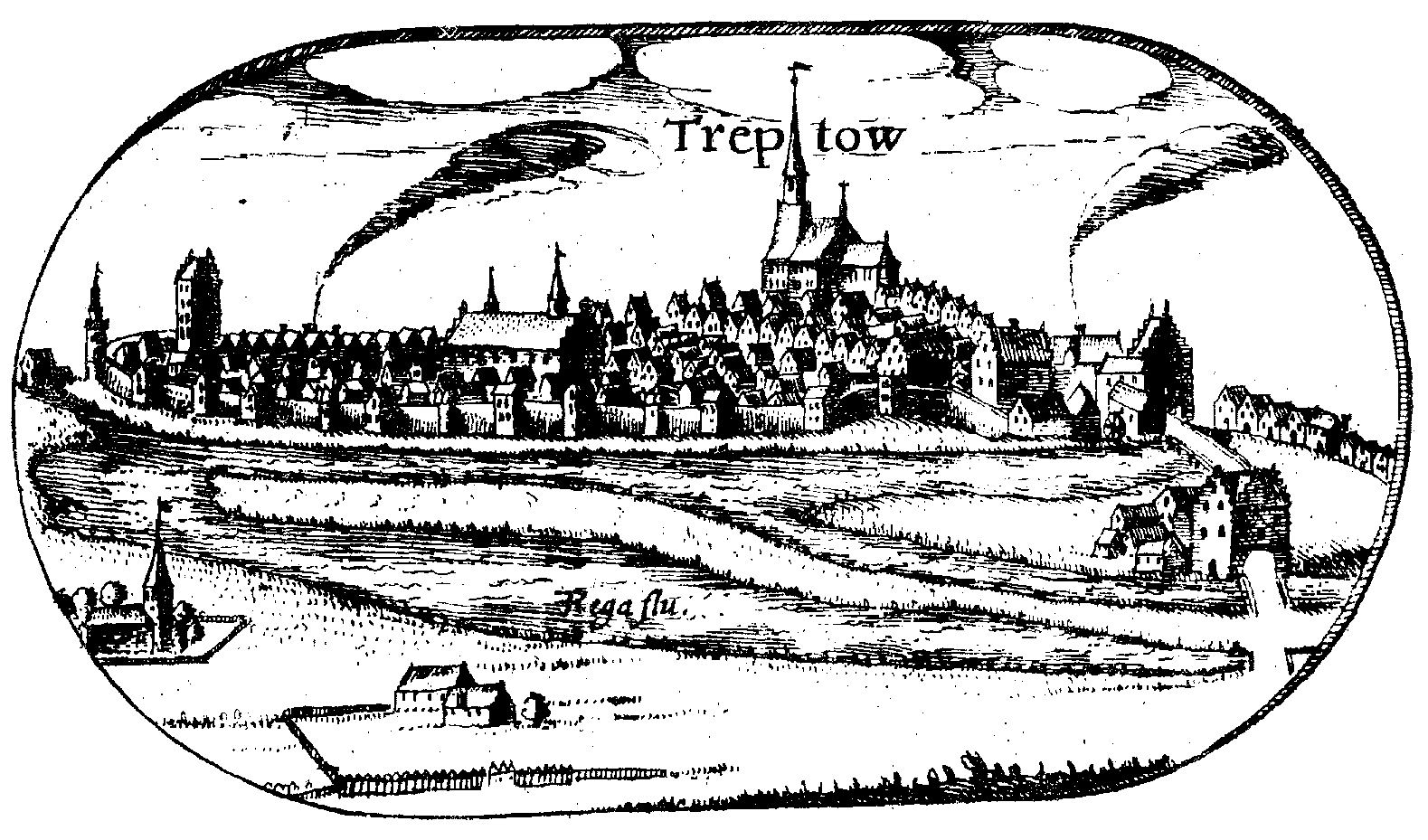
Panorama miasta według Johanna Wolfarta na Wielkiej Mapie Księstwa Pomorskiego (1618)

Najstarszy widok miasta na winiecie mapy Księstwa Pomorskiego według E. Lubinusa z 1618 – przedstawia panoramę Trzebiatowa od strony południowo-wschodniej. Widoczna jest zwarta zabudowa miasta otoczonego murami obronnymi z Basztą Kaszaną i Bramą Gryficką, Kołobrzeską wraz z jej przedbramiem. Widoczna jest fosa miejska, kanał środkowy oraz rzeka Rega. Zaznaczone zostały również trzy mosty.
Zasadnicze zmiany w sposobie budowania domostw nastąpiły w końcu XVII w., kiedy w mieście zintensyfikowano prace budowlane. Przyczyną były zniszczenia zabudowy, powstałe na skutek oblężenia miasta i pożarów, spowodowanych wojną trzydziestoletnią (1618–1648). Miasta pomorskie, w tym Trzebiatów, musiały przeżywać prawdziwą plagę pożarów. Do takiego stanu rzeczy sprowadza fakt wydania przez Bogusława XIV nakazu wznoszenia ścian ogniowych między budynkami (1634). W 1679 ponownie spłonęła duża część zabudowy wraz z ratuszem, klasztorem i wschodnią pierzeją rynku (pierwszy ratusz w Trzebiatowie został wzniesiony w XV w.). Zniszczeniu uległ także zamek oraz szereg domów, wcześniej odbudowanych. O podejmowaniu prac remontowych w latach 60. XVII w. wiemy ze wzmianki o otwarciu w 1668 apteki „Pod Orłem”. Z kolei około 1680 podjęto odbudowę ratusza. Założony został na planie czworoboku z dziedzińcem pośrodku. Nad budynkiem góruje usytuowana na dachu wieżyczka z barokowym hełmem i zegarem. W 1691 podjęto odbudowę kamienicy Rynek 5, w której mieściła się apteka (wzmiankowana w źródłach od 1596).

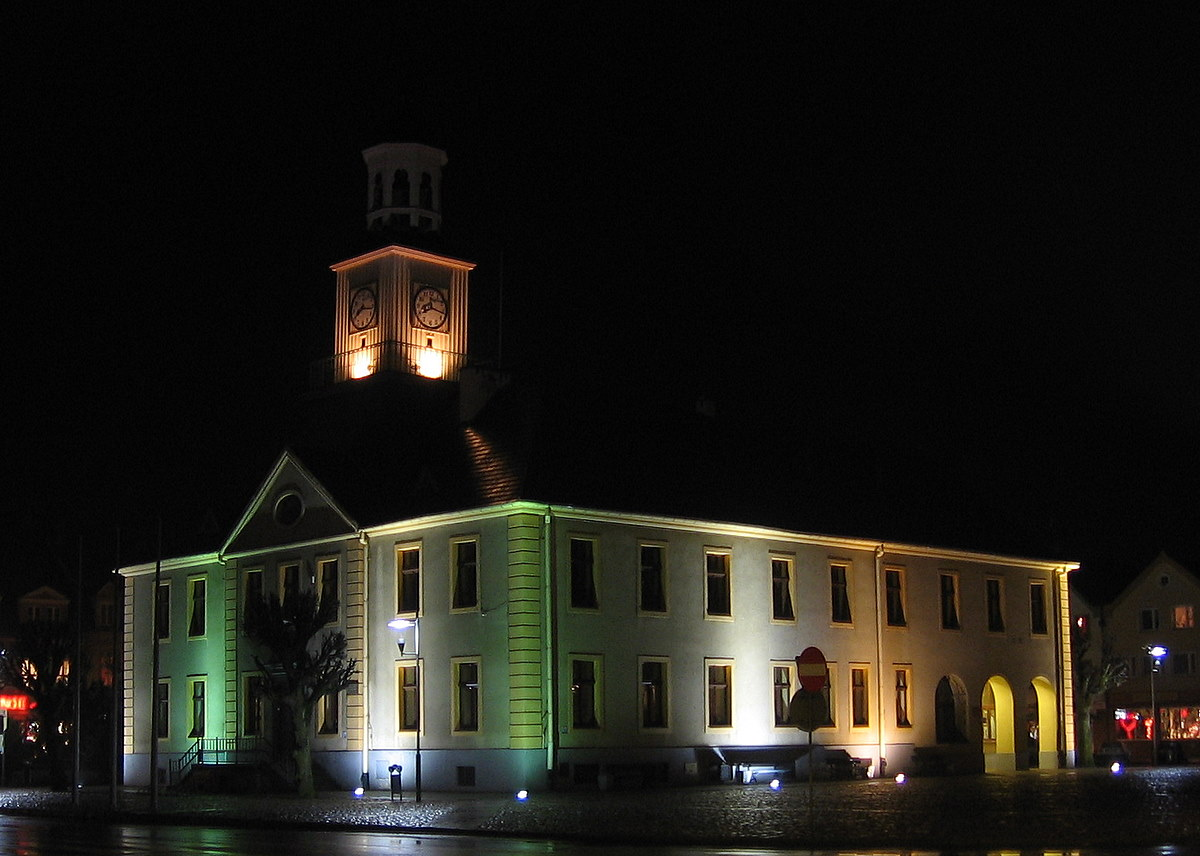
Ratusz na rynku nocą

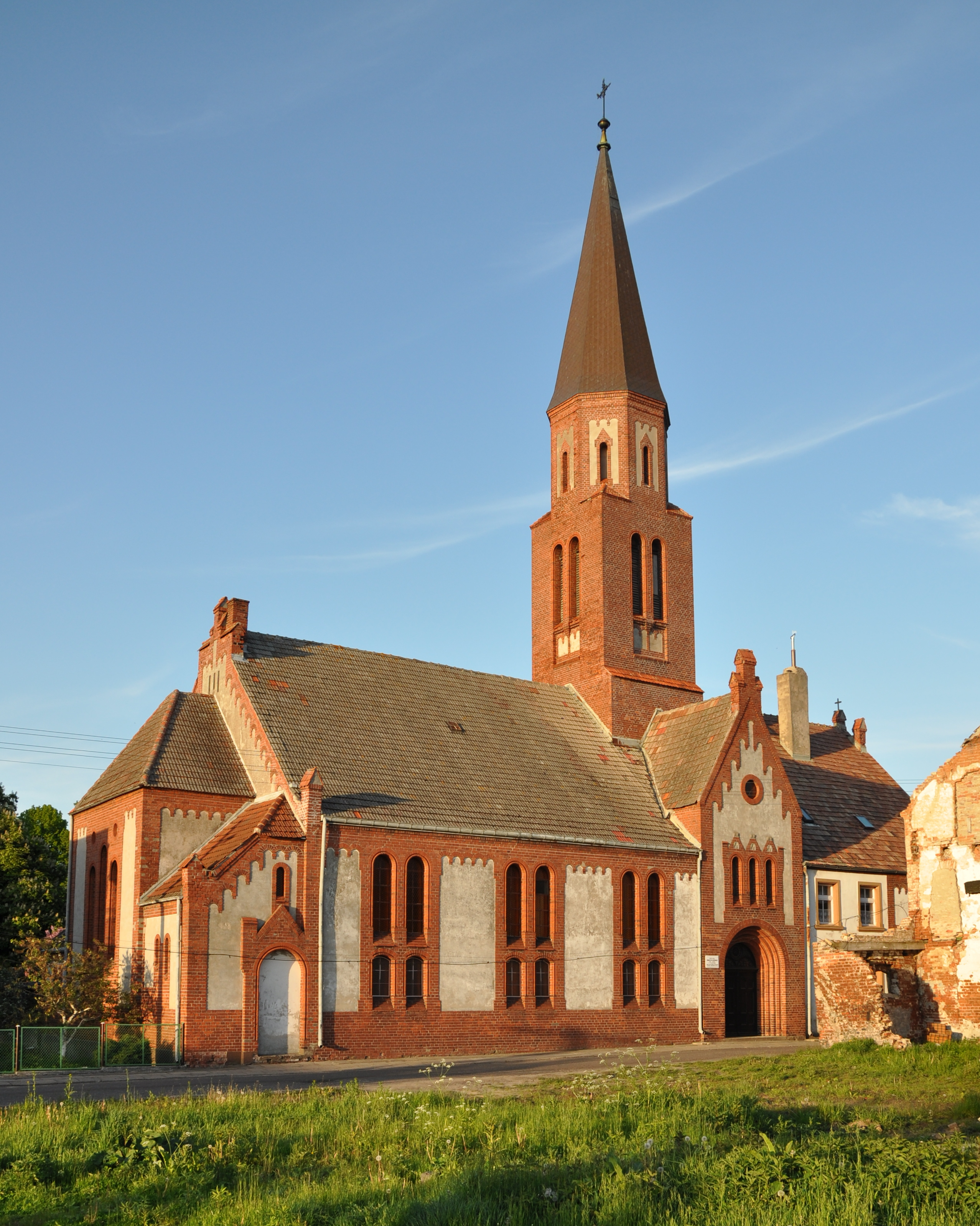
Kościół św. Jana

W ostatnich latach XVII w. nastąpiły prawdopodobnie znaczące korekty planu zagospodarowania miasta. Zmieniono rozmieszczenie parceli w tych miejscach, gdzie następowało największe zniszczenie zabudowy Trzebiatowa. W kwartale po wschodniej stronie kościoła i wzdłuż północnego odcinka murów obronnych zagęszczenie parceli było największe. Niezmienione natomiast pozostały parcele przy Rynku. Dowodzą tego zachowane w oryginalnej formie mury ścian piwnicznych (frontowych i działowych).
Według planu katastralnego z 1730 wynika, że ogółem w Trzebiatowie, w I ćwierćwieczu XVIII w. było około 480 parcel – numerowanych w sposób ciągły od 1–480. Nieliczne domy były usytuowane na działkach szerszych niż 10 m². Z tych samych źródeł pochodzą informacje o mostach Trzebiatowa. Łącznie (ówcześnie) było ich cztery: przez Regę u wylotu ulicy Głębokiej, przez Młynówkę i Regę w stronę Przedmieścia Kołobrzeskiego i przez bagna (St.Georgen-Teich) na tym Przedmieściu w rejonie kaplicy św. Jerzego. Według danych z 1740 w Trzebiatowie mieszkało 2738 osób, w około 300 domach. Do odbudowy miasta wykorzystano ocalałe fragmenty murów piwnicznych, wprowadzając na wszelki sposób oszczędności. Pozostawiono ściany działowe, oficyny, fragmenty fasad, zmieniając kształt otworów, a przede wszystkim kształt szczytów, z trójkątnych lub schodkowych na szczyty wolutowe.
Zmieniono również formy okien, tynki i kolorystykę elewacji. Według Z. Radackiego, w czasach renesansu i baroku zasadą było jednolite kolorystyczne stosowanie detali architektonicznych i odrębne tła fasad. Elementy detali mogły być ciemniejsze lub jaśniejsze od tła. Kamienice renesansowe były malowane żywymi (intensywnymi) kolorami. Barokowe natomiast miały spokojniejszą tonację barw.
Powierzchnie użytkowe powiększano poprzez budowę nowych piwnic, wybieranych pod ziemią, nowych dziedzińców i dostawianych do ścian piwnic już istniejących (np. dom Rynek 5). Prawie wszystkie piwnice przykrywano sklepieniami kolebkowymi i beczułkowymi murowanymi z cegły i otynkowanymi. Poprzez rozbudowę zmienił się układ wnętrz. W wielu domach zlikwidowano sień. Podzielono ją stropowo na dwa poziomy. Na parterach pozostawiono wąskie, biegnące na przestrzał ciągi komunikacyjne ze schodami umieszczonymi w centralnych częściach budynków. Tuż obok schodów mieściły się tzw. „czarne kuchnie”, małe i nieoświetlone wnętrza, z dużymi paleniskami. Pozostałe partie wnętrz dzielono z reguły na dwa trakty, umieszczając w każdym z nich po jednej izbie lub większą ich liczbę.
Podobnie jak w minionej epoce, fasady domów przy Rynku murowane były z cegły. Natomiast elewacje podwórzowe i ściany działowe oraz ściany oficyn wznoszono przeważnie w konstrukcji szkieletowej, wypełnione gliną. Według źródeł z 1720 – większość zabudowy Trzebiatowa wzniesiona była w konstrukcji szkieletowej, lecz wszystkie domy do 1743 miały być pokryte dachówką ceramiczną. Dachy słomiane, jeszcze przez długi czas, spotykane były na przedmieściu.

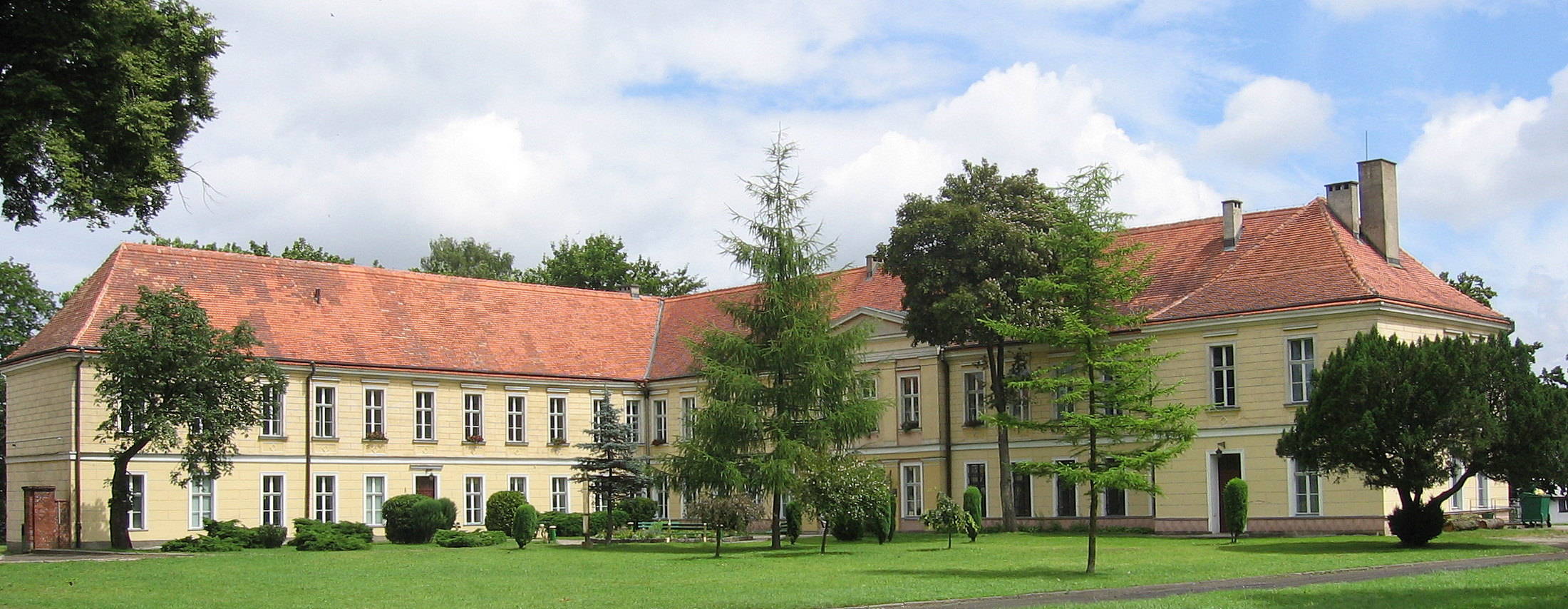
Pałac nad Młynówką

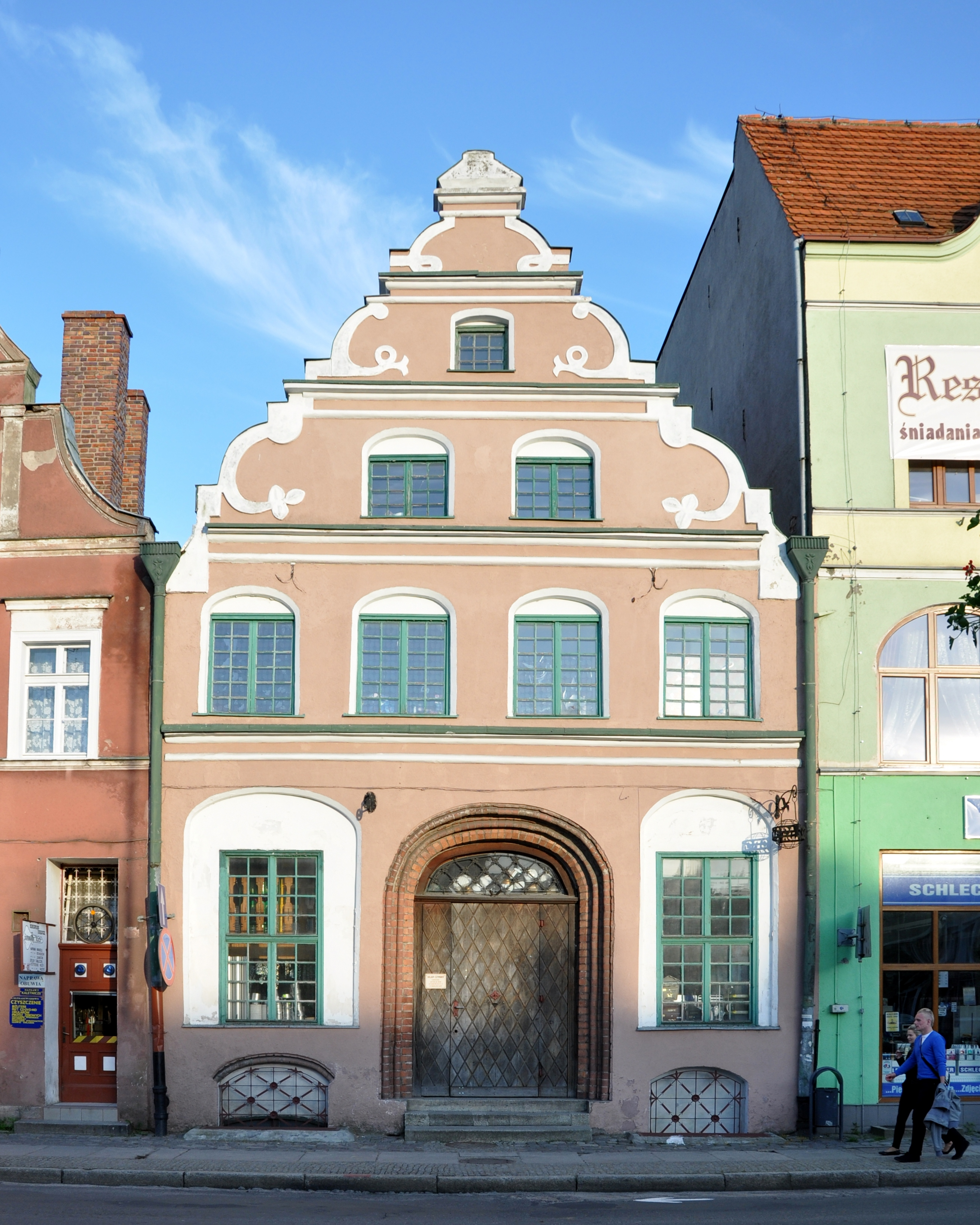
Dom nr 27 przy Rynku z XV, przebudowany w XVII/XVIII, XIX/XX

W 1747 kolejny pożar zniszczył część zabudowy wewnątrz murów. W 1761 kilkanaście domostw zostało uszkodzonych przez wojska rosyjskie, na skutek ostrzału miasta (wojna siedmioletnia). Straty te wyrównano stosunkowo szybko, bowiem kondycja ekonomiczna miasta w 2. połowy XVIII w., była już o wiele lepsza, niż w latach wcześniejszych. W tym okresie rozpoczęto również likwidację fos i obwarowań miejskich, przekształcając je w ogrody. Miasto rozbudowywało nadal przedmieścia, przeznaczając pod parcele coraz to nowe tereny. Na Starym Mieście zabudowa znacznie zagęszczała się w obrębie parcel, stworzono podwórka-studnie. Od tej pory notowano wzrost liczby ludności, a tym samym domostw. W tym czasie został przebudowany także zamek w stylu klasycystycznym (W latach 1750–1791 był własnością Fryderyka Eugeniusza Wirtemberskiego).
Domy wznoszone od podstaw – w XVIII w. miały już z reguły 4–5 osi na fasadzie. Zbudowane były symetrycznie, z wejściem na osi środkowej i dwoma oknami po obu stronach wejścia. Przeważnie ustawiano je kalenicowo względem ulic. Przykrywano je dachami mansardowymi i naczółkowymi. Wystrój elewacji sprowadzono do pasów, płytko profilowanych gzymsów, opasek okiennych i drzwiowych z kluczami. Wejścia i okna uzyskiwały nierzadko wykroje łuków koszowych. Przykłady zachowanych elementów wystroju można odnaleźć w domach przy Rynku 18, 25, 28, 30 oraz w domu nr 1-2 przy ul. Krótkiej. Większość z nich przebudowano w XIX w., w części parteru przez wybicie otworów w ścianie i utworzenie witryn sklepowych, co pociągnęło za sobą zmiany wyglądu wnętrz, przesunięcia sieni i ścian.
Pod koniec XVIII w. powstał w Trzebiatowie kościół św. Jana (dawniej znany pod nazwą kościoła Przemienienia Pańskiego – przebudowany w stylu neogotyckim w 1910).

## Od XIX do XX wieku

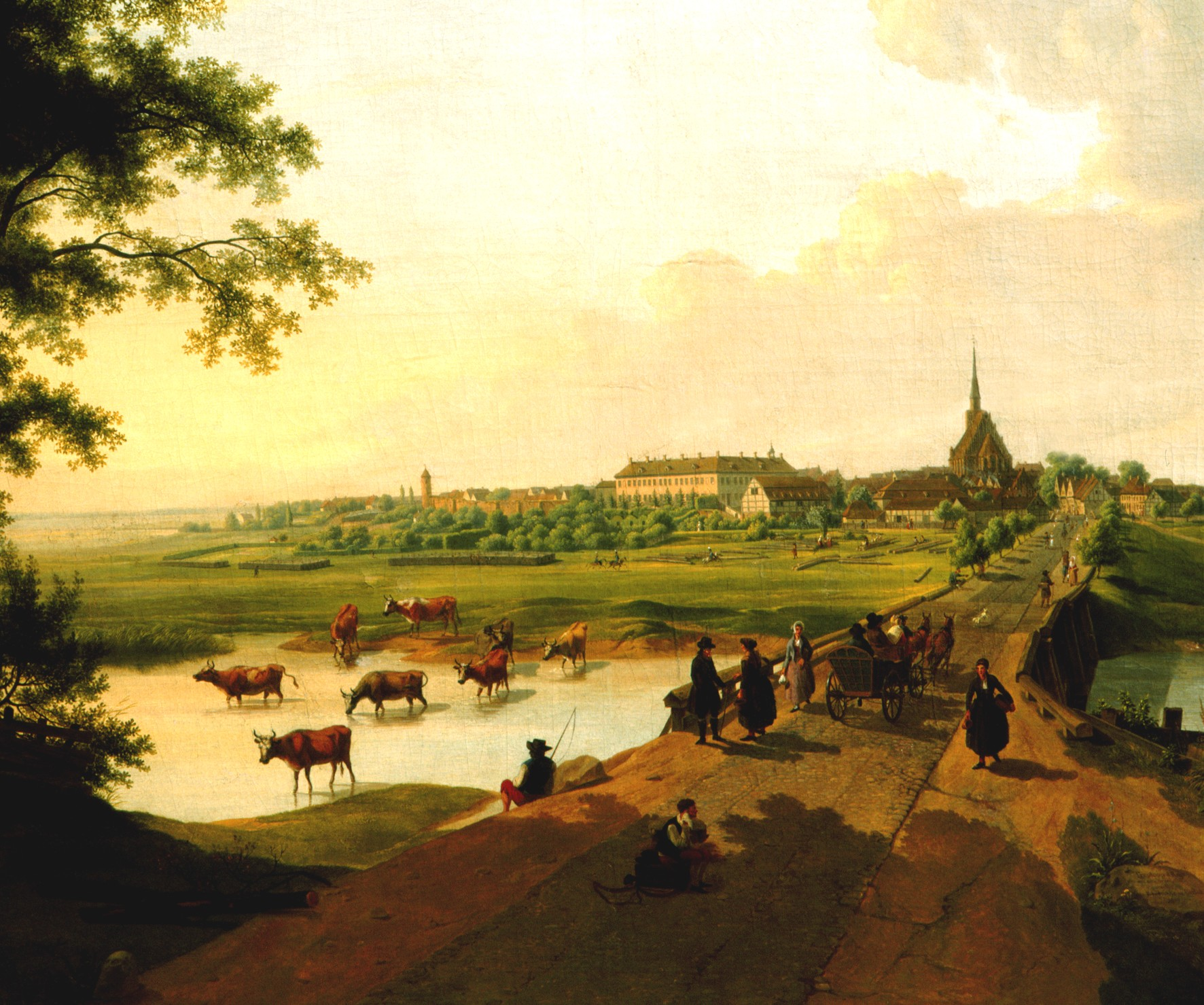
Obraz Petera Lütkego. Most przez St. Georgen – Teich

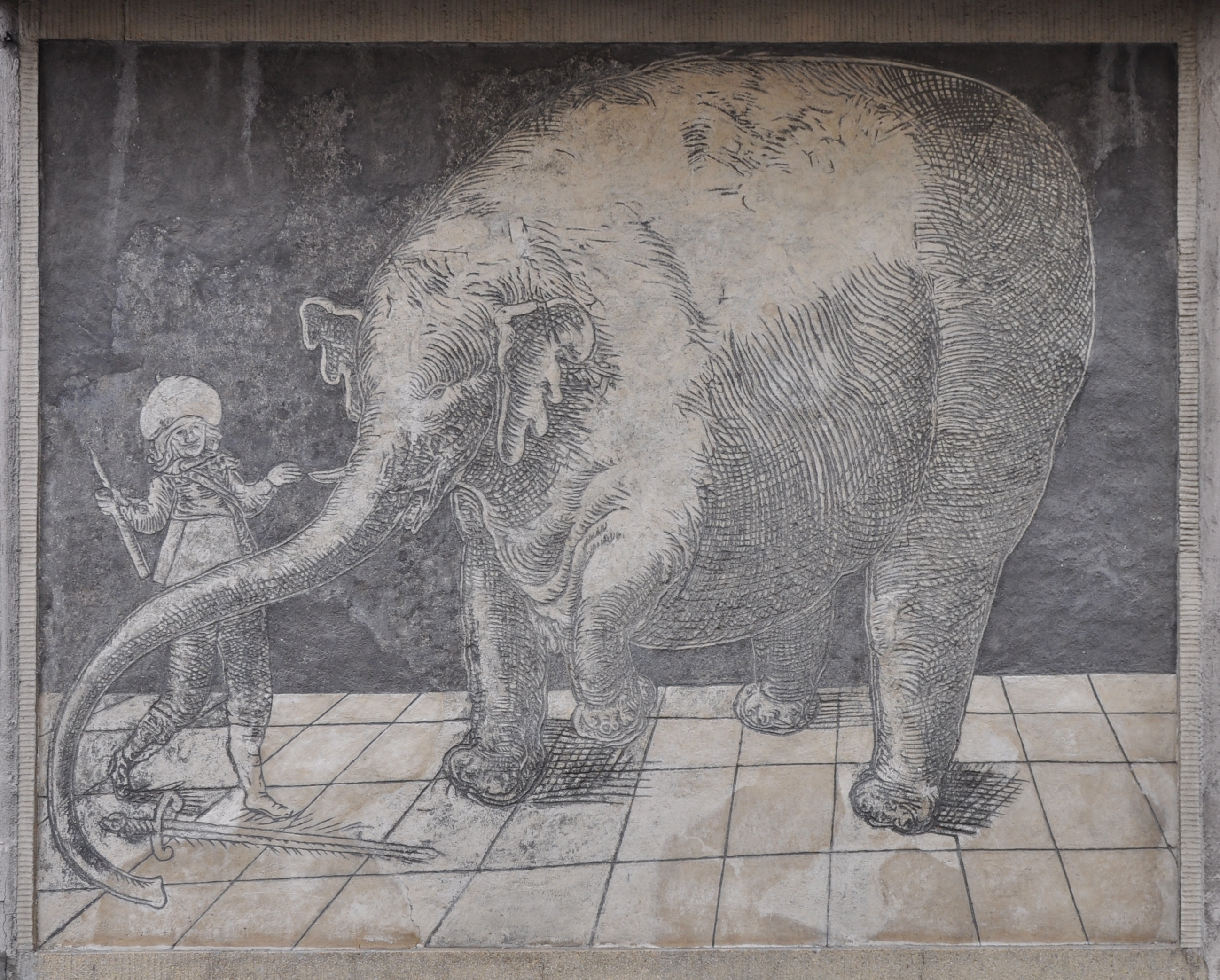
Hansken na sgraffito w Trzebiatowie (1639)

Na przełomie XVIII i XIX w. w Trzebiatowie zamieszkiwało 3500 osób w 550 domach, w tym 40 – na przedmieściach. Według danych z 1822 liczba mieszkańców sięgnęła stan 4323 osób zamieszkujących w 676 domach, w tym część na terenach przedmiejskich. Sposób zabudowy, w tym zasad kształtowania form, w pierwszej poł. XIX w. nie uległ zmianie. Nie odnotowano tu znaczących zmian, poza drobnymi elementami estetycznymi.
W 1844 rynek ozdabiała brukowana nawierzchnia. Posadzono drzewa. Ulice oświetlono gazowymi latarniami, następnie elektrycznymi. Nazwy ulic umieszczono na tabliczkach narożnych. Klasycystyczną architekturą tamtego okresu jest budynek szkoły przy ul. Lipowej, wzniesiony w 1832. Na fotografiach pokazujących zabudowę pierzei przyrynkowych z końca XIX w. widać wyraźnie tradycyjne formy fasad. Względem ulic ustawione szczytowo, z trójkątnymi szczytami występującymi na przemian ze szczytami wolutowymi i znacznie rzadziej ze szczytami o rodowodzie gotyckim. Domy były częściowo podpiwniczone, jednopiętrowe, z mieszkalnym poddaszem. Przebudowywano je często – adaptując wnętrza na sklepy i usługi, co wiązało się z wybiciem otworów elewacji i utworzeniem witryn oraz nowych wejść, niezależnych od wejść mieszkalnych.
W latach 40. XIX w. zbudowano nowy most przez Regę (tzw. most „Bussego”) w stronę Przedmieścia Kołobrzeskiego. Postawiono go na czterech filarach z dębowych belek, spiętych żelaznymi klamrami (zastąpił on starszy most łukowy – Jachwerk, który służył przez 50 lat). W czasie budowy brukowej drogi krajowej do Kołobrzegu, w latach 50. XIX w., powstała kolejna nowa przeprawa mostowa (tzw. St. Georgen – Brücke. Obecnie most zastąpiono nasypem, po którym wiedzie droga przez Przedmieście Kołobrzeskie).
W latach 1865–1867 dokonano przebudowy i regotyzacji kościoła mariackiego w Trzebiatowie (obecna świątynia została wzniesiona na przełomie XIV/XV w.).
W większości kwartałów znalazły się nowe realizacje wznoszone na powiększonych parcelach, powstałych przez złączenie dwóch dawnych działek. Były to domy czynszowe z mieszkaniami przeznaczonymi na wynajem. Miały odrębną komunikację, rozplanowanie natomiast pozostało jednakowe (domy Rynek 2 i 3 (pierzeja wschodnia). Na podanym przykładzie można prześledzić różnice pomiędzy budynkami z epok wcześniejszych i z XIX w. Obie kamienice ustawione są względem rynku kalenicowo. Są czteroosiowe, podpiwniczone i dwupiętrowe. Wystrój fasad powoduje wrażenie powiększonej kubatury. Odwoływano się tu do wzorów architektury klasycystycznej, z silnymi podziałami poziomymi w formie gzymsów, licznymi detalami w formie opasek i gzymsów okiennych oraz boniowania. Większe też były witryny w tych domach. (dom przy Rynku 8 z 1899, przy Rynku 7, z około 1900 i przy Wojska Polskiego 28, z datą 1900 na szczycie).

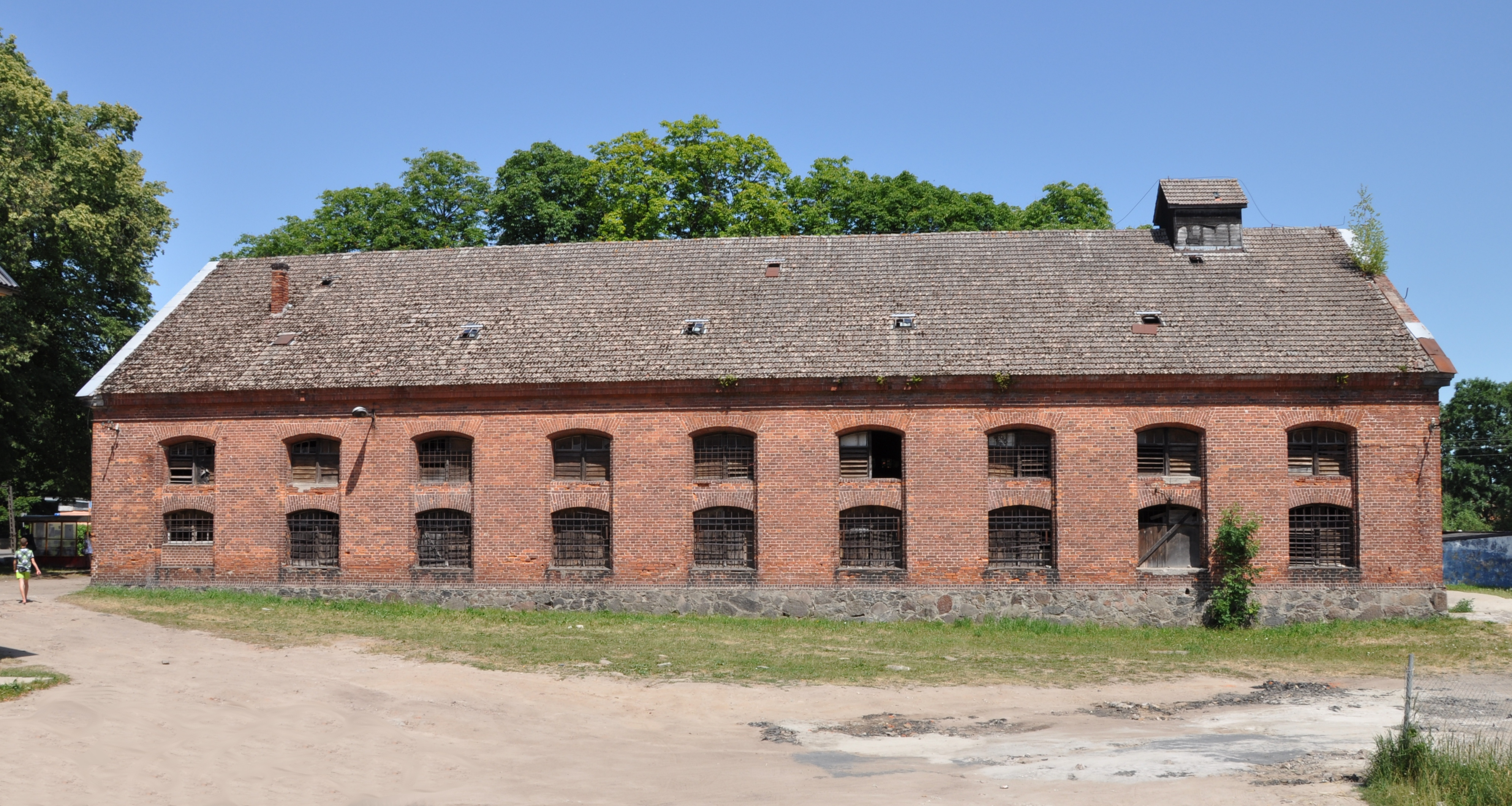
Spichrz przy placu Lipowym z 1850 r.

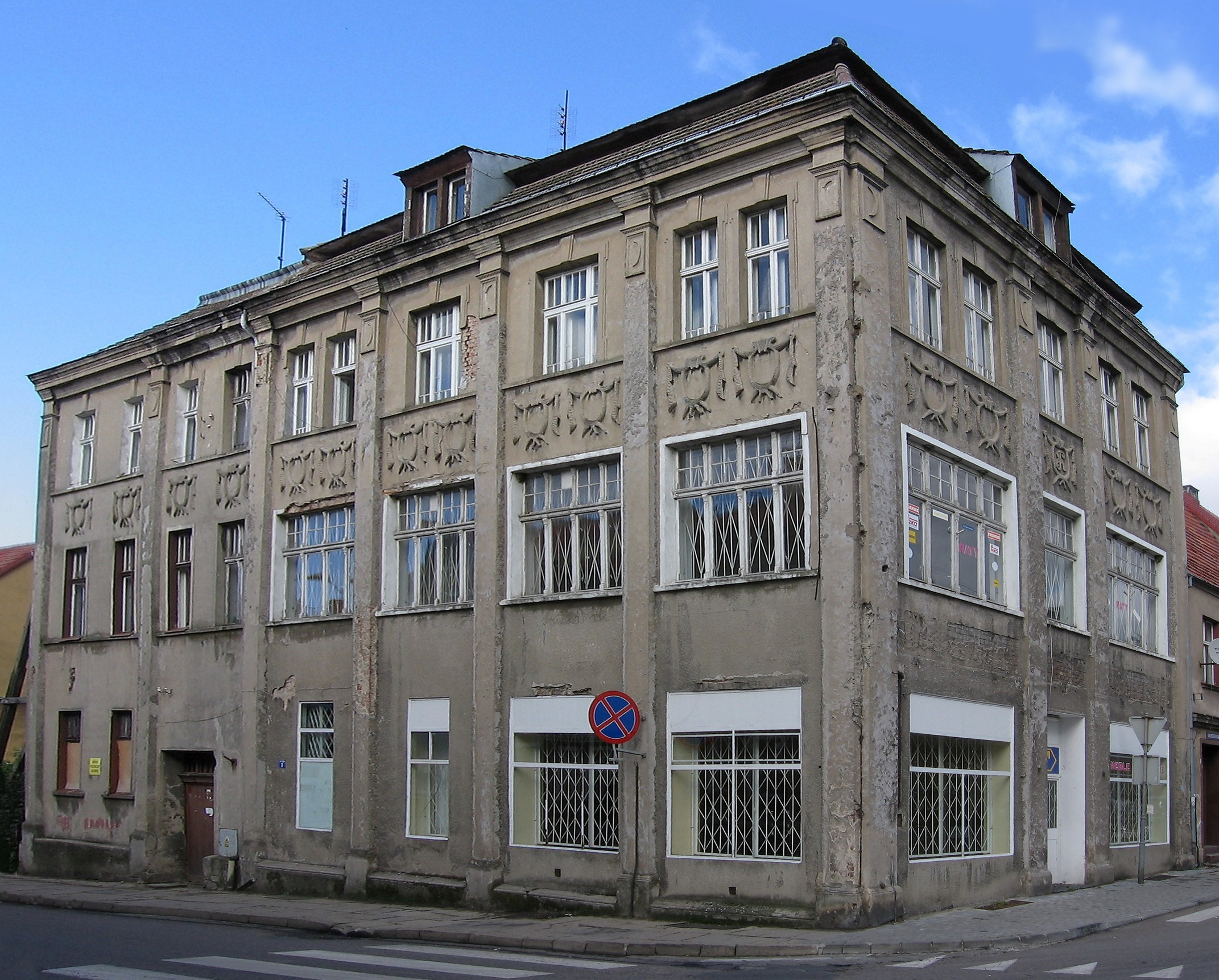
Zabytkowy budynek przy ul. Witosa 7

W początkach XX w. w budownictwie Trzebiatowa stosowano różny typ zabudowy. Około 1907, tuż przy murach obronnych, przy dawnej Bramie Gryfickiej, nieznany z nazwiska mieszczanin wzniósł kamienicę czynszową w stylu secesyjnym. Elewacje domu ozdobiono motywami łabędzi, delikatnymi gałązkami malw i innymi detalami typowymi dla tego stylu. Około 1911 na rogu obecnej ul. Witosa stanęła jedna z największych kamienic w obrębie murów, mieszcząca w przyziemiu sklep nowoczesnego typu. Gmach przykryty dachem mansardowym i ozdobiony kartuszami, przywołuje jednak formy architektury barokowej, a nie secesyjnej.
W latach 30. XX w. przebudowano kilka domów przy Rynku 9, 10 i 26. Stary dom przy Rynku 9 zburzono w 1925. Nowy postawiono na miejscu dwóch działek. Podobnie jak sąsiedni dom nr 10 budynki trzymały wystrój ahistoryczny, o skromnym detalu sprowadzonym do wąskich gzymsów. Fasada domu Rynek 26 przybrała formy charakterystyczne dla lat 30. XX w., z wielkimi półkolistymi oknami na I piętrze. Fasada budynku w 1639 została ozdobiona sgraffito. Przedstawia ona słonicę Hansken wraz ze stojących u jego boku poganiaczem. Malowidło prawdopodobnie powstało na skutek wydarzenia związanego z pokazem zwierzęcia w Trzebiatowie (pierwszy na Pomorzu). Pojawiły się także przykłady zabudowy modernistycznej z lat 40. XX w. (dom przy ul. Szkolnej 2 wzniesiony z cegły ceramicznej, z prostą kubiczną bryłą i ceglanym licem elewacji).
Przebudowy domostw w XIX i XX w. spowodowały zatarcie oryginalnych gotyckich, renesansowych i barokowych elementów wystroju fasad, wprowadzając w to miejsce wiele elementów klasycystycznych i neoklasycystycznych. W okresie międzywojennym, dominowały rzędy prostokątnych okien i wejść, mocno zaakcentowane były poziome pasy gzymsów i trójkątne szczyty wieńczące fasady. Pod tynkami większości domów znajdowały się jednak relikty starszych okresów.

## Po 1945 roku

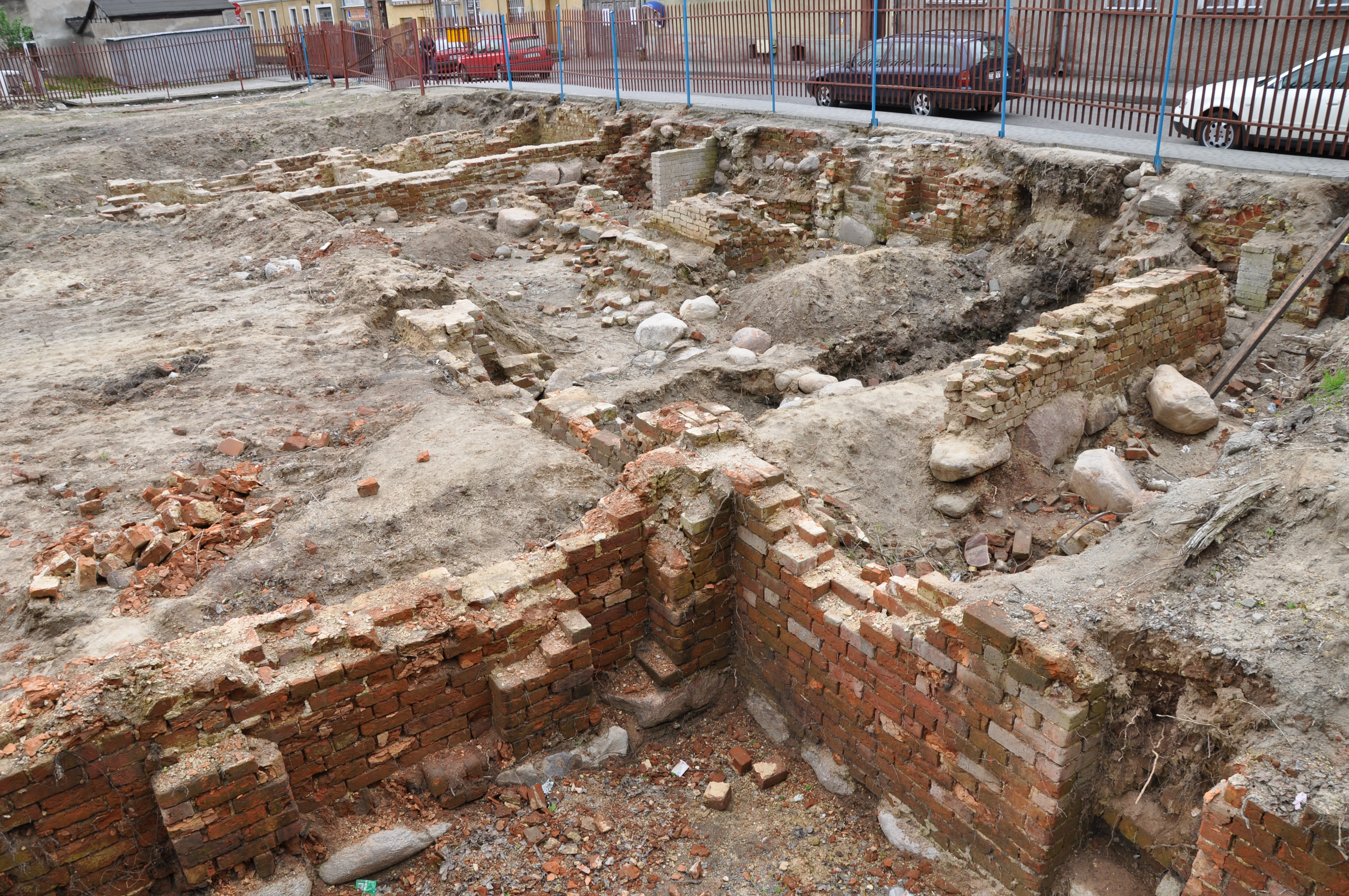
Pozostałości starej zabudowy kamienic w Trzebiatowie (XV-XVI w.). Prace archeologiczne (2009)

W 1945 zniszczeniu uległa zabudowa zachodniej pierzei Rynku (6 domów z oficynami od nr 18 do 23) i część zabudowy po północno-wschodniej stronie fary miejskiej. W latach 70. XX w. pierzeję zachodnią odbudowano, wznosząc na miejscu dawnych domów kilka niemal jednakowych budynków ustawionych względem rynku szczytowo. W ten sposób, jak również pod względem gabarytów, nawiązano do pierwotnego charakteru domów, jednak wystrój fasad zaprojektowano i zrealizowano w formach nienawiązujących do żadnych ze znanych stylów. W tym samym okresie w dwóch kwartałach po północnej stronie fary wzniesiono kilka wielorodzinnych i wielopiętrowych budynków mieszkalnych, wprowadzając tym samym element całkowicie obcy dla historycznej zabudowy miasta. W latach 90. XX w. odbudowano dom Rynek 6 w formie nawiązującej do stanu sprzed 1945.
W okresie powojennym miasta – użytkowanie, remonty i odbudowy poszczególnych domów odbywały się w sposób daleki od poszanowania historycznych walorów. Z zabudowy zniknęło kilkanaście oficyn w konstrukcji ryglowej, rozebrano kilka starych domów, a większość wyremontowano bez badań historycznych i architektonicznych. Mimo błędów w zagospodarowaniu przestrzennym zabudowa Starego Miasta Trzebiatowa stanowi nadal unikatowy, najbogatszy zespół historycznych domów mieszczańskich na Pomorzu Zachodnim. W 1996 Trzebiatów został włączony do programu Ministerstwa Kultury i Sztuki „Ratowanie miasteczek historycznych”.
W listopadzie 2009 na terenie starego rynku w Trzebiatowie rozpoczęły się prace archeologiczne, prowadzone przez Pracownię Zamku Książąt Pomorskich w Szczecinie pod kierunkiem T. Balcerzak i S. Słowińskiego. Badania potwierdziły istnienie sześciu kamienic z XV/XV w. Prace archeologiczne ustaliły wstępnie średniowieczny podział katastralny i układ zabudowy z późniejszego okresu.

### Opracowania
- Brügemann L.W., Ausführliche Beschreibung des gegenwärtigesZustandes Königl. Preussischen Herzogthumsn Vor und Hinter Pommern, T. II, cz. I, Stettin 1784.
- Kalita-Skwirzyńska K., Domy i kamienice Trzebiatowa, [w:] J. Kochanowska (pod red.), Trzebiatów – spotkania pomorskie – 2005, Wołczkowo k. Szczecina 2005, ISBN 83-89402-46-7.
- Kulesza-Szerniewicz E., Mosty Trzebiatowa, [w:] J. Kochanowska (pod red.), Trzebiatów – spotkania pomorskie – 2005, Wołczkowo k. Szczecina 2005, ISBN 83-89402-46-7.
- Lemcke H., Die Bau und Kustdenkmäler des Regierungsbezirk Stettin, Kreis Greifenberg, cz. IV, Stettin 1914.
- Radacki Z., Kamienice w rynku Trzebiatowie. Dokumentacja WUOZ, mpis 6, Szczecin 1959.
- Radacki Z., Studium historyczne Trzebiatowa, Szczecin 1964.
- Simonis A., Die Gründung der Stadt Treptow an der Rega, Treptow/Rega 1909.
- Stowarzyszenie Pracowni Autorskich „Afix” s-ka z o.o., Studium uwarunkowań i kierunków zagospodarowania przestrzennego gminy Trzebiatów, Uchwała RM w Trzebiatowie nr L/504/02 z dnia 26 września 2002, Trzebiatów 2002.
- Żak P., Złoty wiek Trzebiatowa. Pozycja społeczna, gospodarcza i polityczna miasta w dawnym Księstwie Pomorskim podczas rozdrobnienia feudalnego, [w:] W. Łysiak (pod red.), Trzebiatów. Historia i kultura. Materiały z konferencji Trzebiatów 17-18 maja 2001, Poznań 2001, ISBN 83-87437-08-5.

### Opracowania online
- e-przewodniki.pl, Kamień Pomorski i okolice. Trzebiatów (pol.), [dostęp 2010-05-24].
- rega24.pl, Odkrycie w Trzebiatowie!, [dostęp 2009-11-30].